# Сакрамоне, Алиша
Алиша Мэри Куинн (англ. Alicia Marie Quinn, в девичестве — Сакрамоне (англ. Sacramone), род. 3 декабря 1987 года, Бостон, штат Массачусетс, США) — американская гимнастка, серебряный призёр Олимпийских игр 2008 года, четырёхкратная чемпионка мира по спортивной гимнастике. После Олимпийских игр 2008 года приняла решение завершить спортивную карьеру, но в 2010 году она решила вернуться в гимнастику. Окончательно завершила карьеру после того, как не смогла отобраться в сборную США на Игры 2012 года.

## Летние Олимпийские игры 2008
На Олимпийских играх в Пекине Сакрамоне участвовала в двух личных снарядах, в квалификации и в командном финале. В командном финале Сакрамоне набрала 15,675 баллов в опорном прыжке, во время которого получила травму, что не позволяло ей дальше соревноваться в прежнюю силу, поэтому в вольных упражнениях она набрала 14,125 баллов. Однако, на бревне она показала неплохой результат, набрав 15,100 баллов.
На следующий день после финала команд Сакрамоне обвиняют в том, что сборная США завоевала не золото, а серебро. Сакрамоне взяла на себя ответственность за результат, отметив: «Довольно трудно в такой ситуации не винить себя». Тем не менее, аналитики в сообществе гимнастики, в том числе главный тренер Университета Джорджии Сюзанна Юклан, бывший олимпиец Джон Ретлисбергер и редактор журнала «International Gymnast» Павел Зирт, отметили, что американская команда составила достойную конкуренцию команде Китая, которая переживала смену поколения, и что Алисия Сакрамоне не могла лично взять ответственность за результат команды США. Сакрамоне также получила поддержку со стороны американской команды. В одном из интервью подруга Алисии по команде Бриджит Слоан заявила: «Мы все совершали ошибки. Очень трудно покидать эти Олимпийские игры, зная, что Алиша винит себя. Это, безусловно, не её вина, и мы все старались всячески её приободрить».
В личных соревнованиях Сакрамоне заняла третье место в абсолютном первенстве в предварительном раунде и из-за травмы решила закончить соревнования.

## Личная жизнь
С 8 марта 2014 года Алиша замужем за игроком НФЛ Брейди Куинном, с которым она встречалась 7 лет до их свадьбы. У супругов есть две дочери — Слоун Скотт Куинн (род. 05.08.2016) и Тиган Мари Куинн (род. 07.07.2018).